# Katedra Świętego Ducha w Hradcu Králové
Katedra Świętego Ducha w Hradcu Kralove (czeski: Katedrála svatého Ducha) – rzymskokatolicka katedra, znajdująca się w Hradcu Králové, we wschodnich Czechach, na Rynku Wielkim (Velké náměstí). Siedziba biskupa hradeckiego.

## Historia i wyposażenie
W miejscu starszego kościoła z XIII wieku nowy zbudowano w XIV w. (zapewne prace trwały od lat trzydziestych). W połowie XIX wieku. przeprowadzono purystyczną regotyzację, usuwając efekty barokizacji z XVII w. Uwagę zwraca Królewski Przedsionek (południowy) z około 1360 roku oraz chrzcielnicę z cyny z 1406 roku; wspaniałe późnogotyckie sakramentarium i szereg renesansowych nagrobków.